# Epiphragma (Epiphragma) oxyphallus
Epiphragma (Epiphragma) oxyphallus is een tweevleugelige uit de familie steltmuggen (Limoniidae). De soort komt voor in het Neotropisch gebied.